# Sześcio-ośmiościan

Sześcio-ośmiościan

Sześcio-ośmiościan

Przykładowa siatka sześcio-ośmiościanu

Obrót ośmiościanu – każde zdjęcie pokazuje bryłę obróconą o 15 stopni w stosunku do poprzedniej.

Sześcio-ośmiościan (kuboktaedr) – wielościan, który posiada 12 wierzchołków, 24 krawędzi, 14 ścian (8 trójkątów równobocznych, 6 kwadratów). Jest bryłą archimedesową dualną z dwunastościanem rombowym.

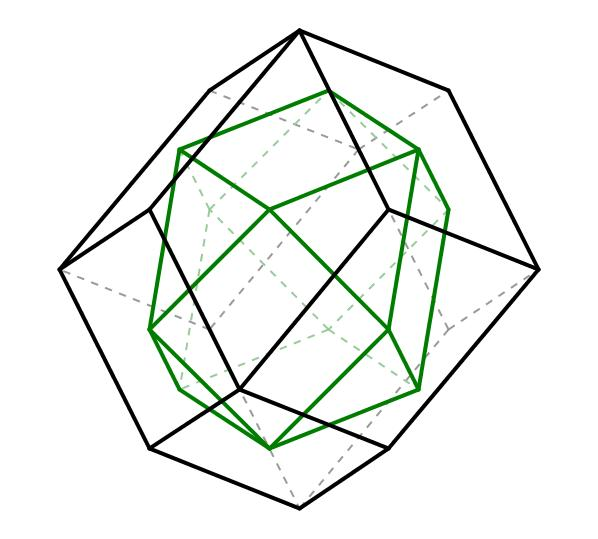
Dwunastościan rombowy (czarne krawędzie) i dualny z nim sześcio-ośmiościan (zielone krawędzie)

## Wzory i właściwości

### Pole powierzchni całkowitej i objętość
Pole powierzchni całkowitej {\displaystyle S} i objętość {\displaystyle V} sześcio-ośmiościanu, którego bok ma długość {\displaystyle a,} można obliczyć za pomocą poniższych wzorów:
{\displaystyle S=(6+2{\sqrt {3}})\,a^{2}\approx 9{,}4641016\,a^{2}}
{\displaystyle V={\frac {5}{3}}{\sqrt {2}}\,a^{3}\approx 2{,}3570226\,a^{3}}

### Długość krawędzi
Długość krawędzi {\displaystyle k} bryły można wyrazić następującym wzorem:
{\displaystyle k={\sqrt {2}}\cdot a}

### Dystans normalny od ścian do środka
Dystans normalny {\displaystyle H} od kwadratowych ścian do środka bryły obliczamy:
{\displaystyle H={\frac {a}{\sqrt {2}}}\approx 0{,}707a}

### Pole i promień kuli wpisanej
Promień kuli wpisanej jest równy dystansowi normalnemu z powyższego równania, bo w obu przypadkach chodzi o najmniejszą kulę, która wypełni bryłę i jej promień, który można też wyrazić jako dystans normalny, z czego wynika, że:
{\displaystyle V_{k}={\frac {2\tau }{3}}\cdot \left({\frac {a}{\sqrt {2}}}\right)^{3}\approx 4{,}80a^{3}}